# ラ・ヴァルス
管弦楽のための舞踏詩『ラ・ヴァルス』（仏: La Valse, Poème chorégraphique pour orchestre ）は、モーリス・ラヴェルが1919年12月から1920年3月にかけて作曲した管弦楽曲。作曲者自身によるピアノ2台用やピアノ独奏用の編曲版もある。タイトルの「ラ・ヴァルス」とは、フランス語でワルツ（「ラ」は定冠詞）のことであり、19世紀末のウィンナ・ワルツへの礼賛として着想された。ラヴェルの親友であったピアニスト、ミシア・セール（Misia Sert、1872年 - 1950年）に献呈されている。

## 作曲の経緯
オーケストラのためにワルツを作曲するという発想は、『スペイン狂詩曲』よりも古くからあり、事実、ラヴェルは1906年2月の批評家マルノルド（Jean Marnold）への手紙に、ヨハン・シュトラウス2世へのオマージュとして交響詩風のウィンナワルツを書くという構想を披露している。
その後、1914年頃には、交響詩『ウィーン』という題名が浮上していたが、おそらく第一次世界大戦のため、未完に終わった。この間に作曲された1912年の作品『高雅で感傷的なワルツ』は「オーケストラによるワルツ」を実現しているものの、これは元来シューベルトに倣った連作ワルツの体裁のピアノ曲として1911年に完成されたものを、バレエ『アデライード、または花言葉』のために管絃楽曲に編曲したという経過を辿ったものである。
ラヴェルは第一次世界大戦中に健康を害し、1917年1月には母の死というショックに見舞われる。このため、同年に完成された『クープランの墓』を除けば3年間にわたって実質的な新作が生まれなかった。ラヴェルが再び創作に取り組むのは『ラ・ヴァルス』に本格的に着手してからである。
バレエ・リュス（ロシア・バレエ団）のダンサーであったセルジュ・リファールによれば、1917年、バレエ・リュスの主宰者セルゲイ・ディアギレフはラヴェルを訪問して新しいバレエ音楽の作曲を依頼し、ラヴェルはこれを了承したとされる。しかし、曲はただちには完成せず、『ラ・ヴァルス』の作曲は1919年から1920年にかけて行われた。
ラヴェルは完成した舞踊詩『ラ・ヴァルス』の2台ピアノ版を、ディアギレフのパトロンであったミシア・セールの邸宅において、マルセル・メイエールとともに演奏してディアギレフに聴かせた。その場にはバレエ・リュスの振付家・ダンサーのレオニード・マシーンや作曲家イーゴリ・ストラヴィンスキー、フランシス・プーランクが居合わせた。プーランクの証言によれば、演奏を聴き終わったディアギレフは、『ラ・ヴァルス』が傑作であることは認めつつも、バレエには不向きな「バレエの肖像画、バレエの絵」であるとして、受け取りを拒否し、これ以来ラヴェルとディアギレフは不仲となった。

## 初演
原曲に先立ち、2台ピアノ版が1920年10月23日にウィーンにおいて、アルフレード・カゼッラとラヴェルによって初演され、2か月後の1920年12月12日、パリにおいて、原曲の管弦楽版がカミーユ・シュヴィヤール指揮ラムルー管弦楽団によって初演された。
当初意図していた舞踊音楽としての初演は定かではないが、ラヴェルの『自伝素描』によれば、1928年10月の時点でアントウェルペンの劇場とイダ・ルービンシュタインの舞踊団だけが上演していた。オペラ座初演もルービンシュタインの舞踊団（振付師はブロニスラヴァ・ニジンスカヤ）によって行われたが、その日付については1928年11月20日と1929年5月23日の2説がありはっきりしない。

## 曲の概要
ラヴェルは初版に、次のような標題を寄せている。
渦巻く雲の中から、ワルツを踊る男女がかすかに浮かび上がって来よう。雲が次第に晴れ上がる。と、A部において、渦巻く群集で埋め尽くされたダンス会場が現れ、その光景が少しずつ描かれていく。B部のフォルティッシモでシャンデリアの光がさんざめく。1855年ごろのオーストリア宮廷が舞台である。
この文章が示唆するように、曲はまず低弦のトレモロによる混沌とした雰囲気に始まり、徐々にワルツのリズムとメロディが顔を出す。一旦賑やかにワルツとしての形を整えた後、ゆったりとした新たな主題が出て、いかにもワルツらしい雰囲気を積み重ねていく。
しかし展開が進むに連れて徐々にワルツらしいリズムが崩れ始め、テンポが乱れてくる。転調を繰り返し、リズムを破壊して進み、冒頭の主題が変形されて再現された後、最後の2小節で無理やり終止する。

## 演奏時間
約12分

## 編成
フルート3（3番はピッコロ持ち替え）、オーボエ2、コーラングレ、クラリネット2、バス・クラリネット、ファゴット2、コントラファゴット、ホルン4、トランペット3、トロンボーン3、チューバ、ティンパニ、大太鼓、小太鼓、タンブリン、トライアングル、シンバル、カスタネット、クロタル、銅鑼、グロッケンシュピール、ハープ2、弦5部

## 編曲
ラヴェル自身の編曲による2台ピアノ版とピアノ独奏版が存在する。またグレン・グールドによるピアノ独奏版（ラヴェル自身の独奏版をさらに編曲したもの）も存在する。